# Южный Балык
Южный Балык — упразднённый посёлок в Нефтеюганском районе Ханты-Мансийского автономного округа — Югры. Входил в состав сельского поселения Пыть-Ях. В 1997 году посёлок включен в состав города Пыть-Ях и исключен из учётных данных.

## География
Находился на правом берегу реки Большой Балык, в 3 км, по прямой, к югу от города Пыть-Ях. В настоящее время представляет собой 7-й микрорайон города.

## Климат
Климат резко континентальный, зима суровая, с сильными ветрами и метелями, продолжающаяся семь месяцев. Лето относительно тёплое, но быстротечное.

## История
Решением исполнительного комитета Сургутского районного Совета депутатов трудящихся Ханты-Мансийского национального округа зарегистрирован вновь возникший посёлок Южный Балык при строящемся Южно-Балыкском газоперерабатывающем заводе в Усть-Юганском сельсовете Сургутского района

## Население
| 1989 |
| ---- |
| 1843 |